# 馮家遇
冯家遇（1888年—1953年）字叔安，河北河间市人。中华民国实业家。冯国璋的第三子，相声演员冯巩的祖父。

## 生平
清朝光绪32年（1906年），毕业于保定的北洋速成武备学堂，選送練兵處，考取官费留学生，赴德国柏林工学院留学，攻读化学冶金专业。1910年回国后，曾任直隶兵工厂帮办，后辞职。
袁世凯称帝时，冯家遇脱离了北洋军，转而从事工商业，曾主办东方油漆厂，参与创办保定电灯厂、天津恒源纱厂等。他还创办了天津大陆银行、大城银行。1921年，他与陈菽良、孙润甫等人创办天津东方油漆厂，研制生产了“猫牌磁漆”，效益很好，后来还击败了日本的“鸡牌磁漆”，人们说“小猫把小鸡吃掉了” 。
1917年，他同曹锟、王占元出资，与张献庭、王筱峰共同筹办保定电灯股份有限公司；其中他投入9万元资金，成为最大的股东。该公司在保定南关府河北岸、小圣庙东购买土地建厂，安装了美国制造的175千瓦汽轮发电机组，于1921年建成并投入发电。1923年初，冯家遇再度增资，冯家遇在该公司的股金达到了13万元，居首位。公司添置了德国制造的300千瓦发电机组。后来，该公司几经扩建，发电能力达到1365千瓦，用户达到2912个，电灯总数达到22165盏。1937年，该厂被国民政府建设委员会列为中国自营的47家一、二等发电厂之一。
抗日战争期间，华北政务委员会委员长王克敏多次邀其出山做官，但他托病推辞，并以黄胆水涂在脸上，假装病容。
1953年，冯家遇逝世。冯家遇一生长期居住在天津。
冯家遇给后代留下了三条戒律：“一、不能在租界购置房产寻求外国保护；二、不许出洋读书，娶外国老婆；三、女人不能戴钻石戒指。”其中第三条是因为钻石戒指十分昂贵，且当时均从国外进口。　

## 家庭
冯家遇有6子7女。第3子冯海岗为冯巩之父。　